# Halicyclops dedeckeri
Halicyclops dedeckeri – gatunek widłonoga z rodziny Halicyclopidae. Nazwa naukowa tych skorupiaków została opublikowana w 1983 roku przez amerykańskiego biologa Charlesa L. Brownella z Sea Fisheries Research Institute w Cape Town. 